# Le Petit Larousse
Pour les articles homonymes, voir Larousse.
Le Petit Larousse illustré est un dictionnaire encyclopédique de langue française, publié par les éditions Larousse.
Il paraît pour la première fois en 1905, sous la direction de Claude Augé, succédant au Dictionnaire complet illustré (1889) et au Nouveau Larousse Illustré (1897-1903) également sous la direction de Claude Augé. Son nom rend hommage à Pierre Larousse (1817-1875), fondateur de la Librairie Larousse avec Augustin Boyer et auteur du Grand Dictionnaire universel du XIXe siècle dont il reprend la conception encyclopédique et le projet pédagogique.

## Présentation
Depuis sa naissance, Le Petit Larousse illustré réunit en un seul volume  une première partie pour les mots de la langue (noms communs et autres catégories grammaticales) et une deuxième partie encyclopédique (noms propres de lieux et de personnages, évènements, institutions, etc.) séparées par des « pages roses » listant des expressions et citations latines et grecques principalement.
Au gré des éditions, divers suppléments figurent également en début ou en fin de volume :  mémento orthographique et grammatical, dossiers thématiques (Première et Deuxième Guerre mondiale), membres d'assemblées ou d'académies, chronologie universelle, atlas, listes de lauréats de prix et de récompenses (Nobel, César, Goncourt, etc.).
Jusqu'au début des années 2000, l'ouvrage contenait également plusieurs planches hors texte, en couleurs ou en noir et blanc.

## Histoire

### La semeuse
La fleur de pissenlit isolée dans un cercle représentatif du globe terrestre, et dispersant les akènes du savoir, ainsi que la devise « Je sème à tout vent », remontent à 1876, quand le dessinateur Émile-Auguste Reiber en fait l'emblème de Larousse, le choix de cette fleur suggérant que le dictionnaire se propose de dispenser une science familière et sans prétention.
Associée à la devise, l'allégorie de La semeuse (une nymphe qui a la main droite sur le cœur et qui tient de la main gauche un pissenlit, soufflant sur le pappus) apparaît en 1890 ; elle est due à l'affichiste Eugène Grasset.
Selon la légende de l'entreprise, c'est dans la maison familiale de Claude Augé (rédacteur en chef du Larousse) à L'Isle-Jourdain que Grasset se serait inspiré de la femme de Claude Augé. Accompagnée de la lettre L et de la devise, la Semeuse devient le célèbre logotype des éditions Larousse. Les années passant, le logotype est modernisé et de plus en plus stylisé (création de Jean Picart Le Doux de 1955 à 1970, avec le buste qui n'est plus représenté et la chevelure sous forme de flammes ; relooking par des noms de la mode comme Karl Lagerfeld en 1999, Jean-Charles de Castelbajac en 2014).

### Publication annuelle

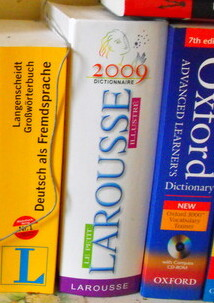
Le Petit Larousse 2009.

Le Petit Larousse fait l'objet de mises à jour annuelles depuis 1905. La nouvelle édition paraît généralement en mai-juin chaque année et porte le millésime de l’année suivante : ainsi le Petit Larousse 2024 est paru le 23 mai 2023. Parmi les éditions annuelles, on distingue les années « normales » dans laquelle les modifications sont essentiellement liées à l'actualité (« nouveaux » mots, événements et personnages importants ; mises à jour) et les refontes (millésimes 1925, 1948, 1960, 1968, 1973, 1981, 1989, 1998 et 2012) dans lesquelles tout le contenu de l'ouvrage est revu (nomenclature, définitions, iconographie) ainsi que sa mise en pages et sa typographie. Des versions intermédiaires (« semi-refontes ») ont également eu lieu lors de millésimes particuliers (1952, centenaire de la Librairie Larousse ; 2000, édition du millénaire ; 2005, centenaire du Petit Larousse).
À l'occasion du centième anniversaire du Petit Larousse, un livre de Jean Pruvost, intitulé La Dent-de-lion, la semeuse et le Petit Larousse, retrace sa genèse et son évolution au fil des ans.
En 2024, Le Petit Larousse annonce notamment 64 150 mots 125 000 sens et 20 000 locutions ; 5 500 illustrations et plus de 28 000 noms propres,
Le Petit Larousse illustré est ou a été décliné en différents formats dont le contenu est identique à la version standard : « grand format » (de 1992 à aujourd'hui ; pas de parution en 2023 : édition 2024), « compact » (1993 à 2005), « prestige » (grand format doré sur tranche), « coffret Noël » (depuis 2004), « avec CD-ROM » (2005-2009), etc.  ces différentes caractéristiques pouvant se combiner (« coffret Noël grand format avec CD-ROM »).
Chaque année, un dossier réalisé par les Editions Larousse signale la plupart des nouveaux articles du dictionnaire, tant dans la partie langue que dans la partie encyclopédique, dont la presse se fait largement écho.
L’encyclopédie en ligne Wikipédia a fait son entrée dans l’édition 2011 (éditée en 2010) sous la graphie « Wikipedia ».

## Éditions du «Petit Larousse»

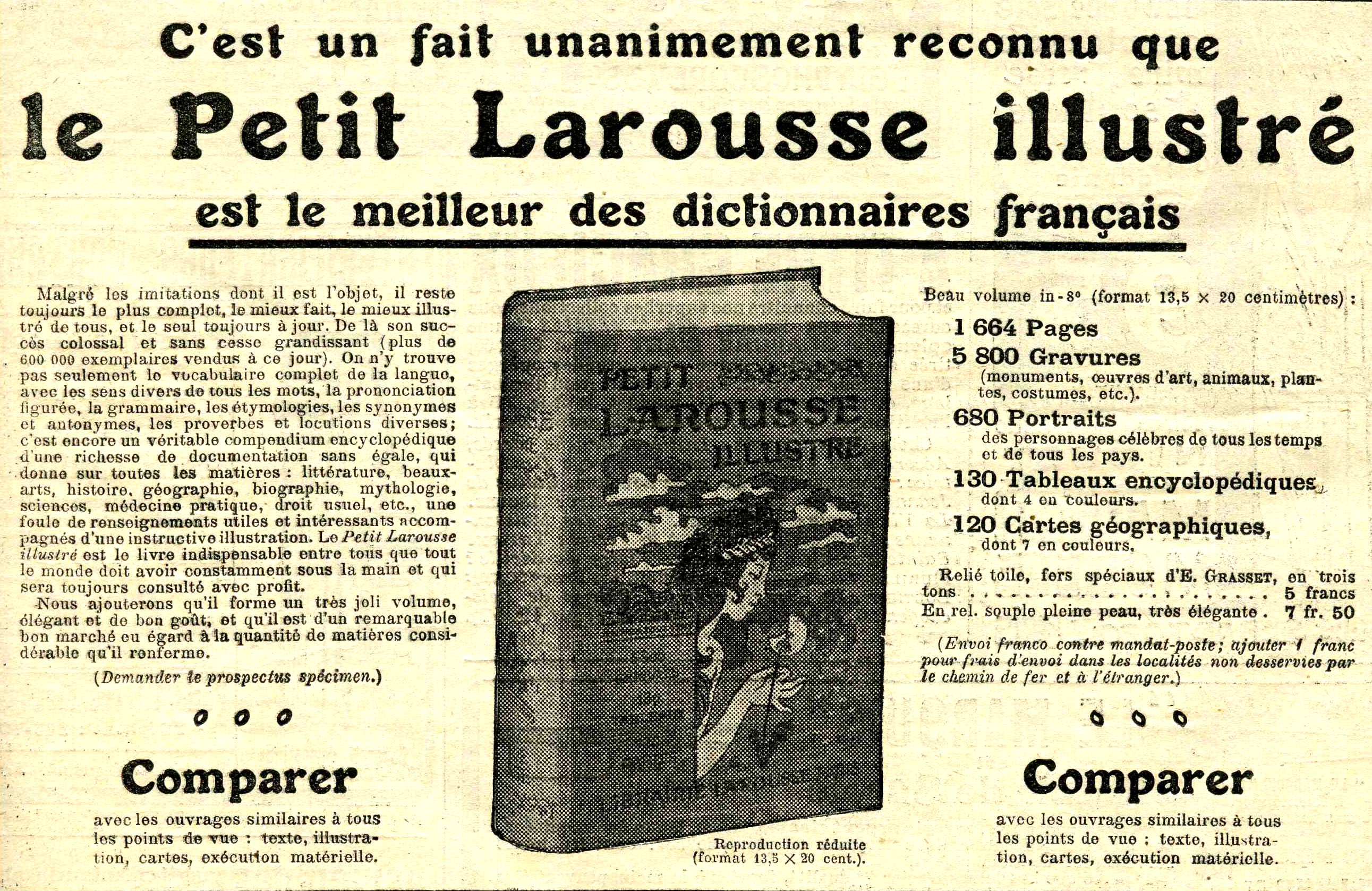
Publicité dans Les Annales politiques et littéraires, 1910.

Jusque dans les années 1970 pour caractériser une édition donnée du Petit Larousse illustré, il faut distinguer le millésime et le numéro de tirage. Le millésime correspond généralement à la période allant du mois de juin de l'année n-1 au mois de mai de l'année n, mais il y a des exceptions.
Le numéro de tirage ne tient pas compte des millésimes mais des refontes (mises à jour importantes du dictionnaire, qui ont eu lieu en 1924, 1947 et 1959, respectivement donc pour les millésimes 1925, 1948 et 1960). De 1905 à 1924, il y a eu au moins 227 tirages et de 1925 à 1947, au moins 423 tirages. Il y a parfois des incohérences entre millésimes et numéros de tirages, notamment pendant la période 1940-1944, la date de mise à jour des membres de l'Institut de France (qui figure en annexe de l'ouvrage) ainsi que la date d'impression peuvent permettre de mieux dater un ouvrage donné. La date de copyright correspond seulement à l'édition refondue (1924 pour les Petit Larousse publiés de 1924 à 1947).
Dans le cadre du projet Nénufar de numérisation des éditions dans le domaine public (publiées il y a plus de 70 ans), les auteurs proposent de désigner une édition donnée d'après un identifiant formé du millésime et du numéro de tirage : 1906-001 correspond à la première édition, 1924-227 au dernier tirage connu avant la première refonte (Nouveau Petit Larousse illustré), etc.
Consultation en ligne :
- Petit Larousse illustré (1906 à 1924) et Nouveau Petit Larousse illustré (1925 à 1948), interrogeables en mode texte.
- Petit Larousse illustré 1922 en mode image sur Gallica
- Nouveau Petit Larousse illustré, 1927 en mode image sur Rosekamp

Le Petit Larousse illustré 1905, a été réédité en fac-similé, en 2004  (ISBN 2-03-530849-6)

### Éditions récentes
- Millésime 1968 (1967) : édition refondue, apparition d'une édition en couleurs
  - Nouveau Petit Larousse 1968
  - Nouveau Petit Larousse en couleurs 1968
- Millésime 1969 (1968) :
  - Nouveau Petit Larousse 1969
  - Nouveau Petit Larousse en couleurs 1969
- Millésime 1970 (1969) :
  - Nouveau Petit Larousse 1970
  - Nouveau Petit Larousse en couleurs 1970
- Millésime 1971 (1970) :
  - Nouveau Petit Larousse 1971
  - Nouveau Petit Larousse en couleurs 1971
- Millésime 1972 (1971) :
  - Nouveau Petit Larousse 1972
  - Nouveau Petit Larousse en couleurs 1972
- Millésime 1973 (1972) : édition refondue, l'ouvrage retrouve son nom originel
  - Petit Larousse illustré 1973
  - Petit Larousse en couleurs 1973
- Millésime 1974 (1973) :
  - Petit Larousse illustré 1974
  - Petit Larousse en couleurs 1974
- Millésime 1975 (1974) :
  - Petit Larousse illustré 1975
  - Petit Larousse en couleurs 1975
- Millésime 1976 (1975) :
  - Petit Larousse illustré 1976
  - Petit Larousse en couleurs 1976
- Millésime 1977 (1976) :
  - Petit Larousse illustré 1977
  - Petit Larousse en couleurs 1977
- Millésime 1978 (1977) :
  - Petit Larousse illustré 1978
  - Petit Larousse en couleurs 1978
- Millésime 1979 (1978) :
  - Petit Larousse illustré 1979
  - Petit Larousse en couleurs 1979
- Millésime 1980 (1979) :
  - Petit Larousse illustré 1980
  - Petit Larousse en couleurs 1980
- Millésime 1981 (1980) : édition refondue.
  - Petit Larousse illustré 1981
  - Petit Larousse en couleurs 1981 (ISBN 978-2-03-302381-2)
- Millésime 1982 (1981) :
  - Petit Larousse illustré 1982
  - Petit Larousse en couleurs 1982
- Millésime 1983 (1982) :
  - Petit Larousse illustré 1983 (ISBN 978-2-03-301383-7)
  - Petit Larousse en couleurs 1983
- Millésime 1984 (1983) :
  - Petit Larousse illustré 1984 (ISBN 978-2-03-301384-4)
  - Petit Larousse en couleurs 1984
- Millésime 1985 (1984) :
  - Petit Larousse illustré 1985 (ISBN 978-2-03-301385-1)
  - Petit Larousse en couleurs 1985 (ISBN 978-2-03-302385-0)
- Millésime 1986 (1985) :
  - Petit Larousse illustré 1986 (ISBN 978-2-03-301386-8)
  - Petit Larousse en couleurs 1986
- Millésime 1987 (1986) :
  - Petit Larousse illustré 1987 (ISBN 978-2-03-301387-5)
  - Petit Larousse en couleurs 1987
- Millésime 1988 (1987) :
  - Petit Larousse illustré 1988 (ISBN 978-2-03-301388-2)
  - Petit Larousse en couleurs 1988 (ISBN 978-2-03-302388-1)
- Millésime 1989 (1988) : édition refondue.
  - Petit Larousse illustré 1989 (ISBN 978-2-03-301189-5)
  - Petit Larousse en couleurs 1989
- Millésime 1990 (1989) :
  - Petit Larousse illustré 1990 (ISBN 978-2-03-301190-1)
  - Petit Larousse en couleurs 1990 (ISBN 978-2-03-301290-8)
- Millésime 1991 (1990) :
  - Petit Larousse illustré 1991 (ISBN 978-2-03-301191-8)
  - Petit Larousse en couleurs 1991 (ISBN 978-2-03-301291-5)
- Millésime 1992 (1991) :
  - Le Petit Larousse illustré 1992 (ISBN 978-2-03-301192-5)
  - Le Petit Larousse illustré 1992 grand format
- Millésime 1993 (1992) :
  - Le Petit Larousse illustré 1993 (ISBN 978-2-03-300347-0)
  - Le Petit Larousse illustré 1993 grand format (ISBN 978-2-03-301293-9)
  - Le Petit Larousse compact 1993 (ISBN 978-2-03-301301-1)
- Millésime 1994 (1993) :
  - Le Petit Larousse illustré 1994 (ISBN 978-2-03-301194-9)
  - Le Petit Larousse illustré 1994 grand format (ISBN 978-2-03-301294-6)
  - Le Petit Larousse compact 1994 (ISBN 978-2-03-301394-3)
- Millésime 1995 (1994) :
  - Le Petit Larousse illustré 1995 (ISBN 978-2-03-301195-6)
  - Le Petit Larousse illustré 1995 grand format (ISBN 978-2-03-301295-3), 1871 pages, 29 cm, 315 FF
  - Le Petit Larousse compact 1995 (ISBN 978-2-03-301395-0)
- Millésime 1996 (1995) :
  - Le Petit Larousse illustré 1996 (ISBN 978-2-03-301196-3)
  - Le Petit Larousse illustré 1996 grand format (ISBN 978-2-03-301296-0)
  - Le Petit Larousse compact 1996 (ISBN 978-2-03-301396-7)
- Millésime 1997 (1996) :
  - Le Petit Larousse illustré 1997 (ISBN 978-2-03-301197-0)
  - Le Petit Larousse illustré 1997 grand format (ISBN 978-2-03-301297-7)
  - Le Petit Larousse compact 1997 (ISBN 978-2-03-301397-4)
- Millésime 1998 (1997) : édition refondue.
  - Le Petit Larousse illustré 1998 (ISBN 978-2-03-301198-7)
  - Le Petit Larousse illustré 1998 grand format (ISBN 978-2-03-301298-4)
  - Le Petit Larousse compact 1998 (ISBN 978-2-03-301398-1)
- Millésime 1999 (1998) :
  - Le Petit Larousse illustré 1999 (ISBN 978-2-03-301199-4)
  - Le Petit Larousse illustré 1999 grand format (ISBN 978-2-03-301299-1)
  - Le Petit Larousse compact 1999 (ISBN 978-2-03-301399-8)
- Millésime 2000 (1999) :
  - Le Petit Larousse illustré 2000 (ISBN 978-2-03-301200-7)
  - Le Petit Larousse illustré 2000 grand format (ISBN 978-2-03-301400-1)
- Millésime 2001 (2000) : « Le premier du siècle »
  - Le Petit Larousse illustré 2001 (ISBN 978-2-03-530201-4)
  - Le Petit Larousse illustré 2001 grand format (ISBN 978-2-03-530401-8)
  - Le Petit Larousse compact 2001 (ISBN 978-2-03-530501-5)
- Millésime 2002 (2001) :
  - Le Petit Larousse illustré 2002 (ISBN 978-2-03-530202-1), 1790 pages, 24 cm
  - Le Petit Larousse illustré 2002 grand format (ISBN 978-2-03-530402-5)
  - Le Petit Larousse compact 2002 (ISBN 978-2-03-530502-2)
- Millésime 2003 (2002) :
  - Le Petit Larousse illustré 2003 (ISBN 978-2-03-530203-8), 1818 pages + CXII pages, 24 cm
  - Le Petit Larousse illustré 2003 grand format (ISBN 978-2-03-530403-2)
  - Le Petit Larousse compact 2003 (ISBN 978-2-03-530503-9)
- Millésime 2004 (2003) :
  - Le Petit Larousse illustré 2004 (ISBN 2-03-530204-8), 1818 pages + CXII pages, 24 cm
  - Le Petit Larousse illustré 2004 grand format (ISBN 978-2-03-530404-9)
  - Le Petit Larousse illustré 2004 grand format (coffret Noël) (ISBN 978-2-03-530847-4)
  - Le Petit Larousse compact 2004 (ISBN 978-2-03-530504-6)
- Millésime 2005 (2004) : la « 100e édition », couverture illustrée par Christian Lacroix
  - Le Petit Larousse illustré 2005 (ISBN 978-2-03-530205-2), 1855 p.
  - Le Petit Larousse illustré 2005 (avec CD-ROM) (ISBN 978-2-03-530855-9)
  - Le Petit Larousse illustré 2005 (coffret Noël) (ISBN 978-2-03-530852-8)
  - Le Petit Larousse illustré 2005 grand format (ISBN 978-2-03-530405-6), 1927 p.
  - Le petit Larousse illustré 2005 (coffret 100e édition et fac-similé de l'édition de 1905 (ISBN 978-2-03-530854-2)
  - Le Petit Larousse compact 2005 (ISBN 978-2-03-530505-3)
- Millésime 2006 (2005) :
  - Le Petit Larousse illustré 2006 (ISBN 978-2-03-530206-9)
  - Le Petit Larousse illustré 2006 (avec CD-ROM) (ISBN 978-2-03-530877-1)
  - Le Petit Larousse illustré 2006 (coffret Noël), couverture illustrée par Titouan Lamazou (ISBN 978-2-03-530883-2)
  - Le Petit Larousse illustré 2006 grand format (ISBN 978-2-03-530406-3)
  - Le Petit Larousse illustré 2006 grand format (coffret Noël), couverture illustrée par Titouan Lamazou (ISBN 978-2-03-530884-9)
  - Le Petit Larousse compact 2006 (ISBN 978-2-03-530506-0)
- Millésime 2007 (2006) :
  - Le Petit Larousse illustré 2007 (ISBN 978-2-03-582491-2)
  - Le Petit Larousse illustré 2007 (avec CD-ROM) (ISBN 978-2-03-582390-8)
  - Le Petit Larousse illustré 2007 (coffret Noël), couverture illustrée par Moebius (ISBN 978-2-03-582497-4)
  - Le Petit Larousse illustré 2007 (grand format) (ISBN 978-2-03-582492-9) 1918 pages + xcvi pages, 29 cm
  - Le Petit Larousse illustré 2007 (grand format, coffret Noël), couverture illustrée par Moebius (ISBN 978-2-03-582498-1)
  - Le Petit Larousse compact 2007 (ISBN 978-2-03-582493-6)
- Millésime 2008 (2007) :
  - Le Petit Larousse illustré 2008 (ISBN 978-2-03-582502-5)
  - Le Petit Larousse illustré 2008 (coffret Noël avec CD-ROM) (ISBN 978-2-03-582507-0)
  - Le Petit Larousse illustré 2008 (grand format) (ISBN 978-2-03-582503-2), CVIII pages + 1 874 pages, 29 cm
  - Le Petit Larousse illustré 2008 (grand format, coffret Noël) (ISBN 978-2-03-582508-7)
- Millésime 2009 (2008) :
  - Le Petit Larousse illustré 2009 (ISBN 978-2-03-584070-7)
  - Le Petit Larousse illustré 2009 (coffret Noël avec CD-ROM) (ISBN 978-2-03-584073-8)
  - Le Petit Larousse illustré 2009 (grand format) (ISBN 978-2-03-584071-4), CXXIV pages + 1 812 pages, 29 cm
  - Le Petit Larousse illustré 2009 (grand format, édition numérotée), habillée par Karl Lagerfeld (ISBN 978-2-03-584077-6)
- Millésime 2010 (2009)[7],[8],[9] :
  - Le Petit Larousse illustré 2010 (ISBN 978-2-03-584078-3), CXXXII pages + 1 808 pages, 24 cm
  - Le Petit Larousse illustré 2010 (coffret Noël) (ISBN 978-2-03-584085-1)
  - Le Petit Larousse illustré 2010 (grand format) (ISBN 978-2-03-584079-0), CXXXII pages + 1 808 pages, 29 cm
  - Le Petit Larousse illustré 2010 (grand format, coffret Noël) (ISBN 978-2-03-584086-8)
- Millésime 2011 (2010) :
  - Le Petit Larousse illustré 2011 (ISBN 978-2-03-584088-2)
  - Le Petit Larousse illustré 2011 (coffret Noël) (ISBN 978-2-03-584093-6)
  - Le Petit Larousse illustré 2011 (grand format) (ISBN 978-2-03-584089-9), XLIII pages + 1 781 pages, 29 cm
  - Le Petit Larousse illustré 2011 (grand format, coffret Noël) (ISBN 978-2-03-584094-3)
- Millésime 2012 (2011) :
  - Le Petit Larousse illustré 2012 (ISBN 978-2-03-584090-5), XXXII pages + 1 910 pages, 24 cm
  - Le Petit Larousse illustré 2012 (coffret Noël) (ISBN 978-2-03-586717-9)
  - Le Petit Larousse illustré 2012 (grand format) (ISBN 978-2-03-584097-4), XXXII pages + 1 972 pages, 29 cm
  - Le Petit Larousse illustré 2012 (grand format, coffret Noël) (ISBN 978-2-03-586718-6)
- Millésime 2013 (2012) :
  - Le Petit Larousse illustré 2013 (ISBN 978-2-03-586725-4), XXXII pages + 1 934 pages, 24 cm
  - Le Petit Larousse illustré 2013 (coffret Noël) (ISBN 978-2-03-587358-3)
  - Le Petit Larousse illustré 2013 (grand format) (ISBN 978-2-03-587355-2), XXXII pages + 1 996 pages, 29 cm
  - Le Petit Larousse illustré 2013 (grand format, coffret Noël) (ISBN 978-2-03-587359-0)
- Millésime 2014 (2013) :
  - Le Petit Larousse illustré 2014 (ISBN 978-2-03-587365-1), 2 016 pages, 24 cm
  - Le Petit Larousse illustré 2014 (coffret Noël) (ISBN 978-2-03-587368-2)
  - Le Grand Larousse illustré 2014 (ISBN 978-2-03-587366-8), 2 078 pages, 29 cm
  - Le Grand Larousse illustré 2014 (coffret Noël) (ISBN 978-2-03-587369-9)
- Millésime 2015 (2014), couverture illustrée par Jean-Charles de Castelbajac :
  - Le Petit Larousse illustré 2015 (ISBN 978-2-03-587373-6), 2048 p., 24 cm
  - Le Petit Larousse illustré 2015 (coffret Noël) (ISBN 978-2-03-590123-1)
  - Le Grand Larousse illustré 2015 (ISBN 978-2-03-587374-3), 2110 pages, 29 cm
  - Le Grand Larousse illustré 2015 (coffret Noël) (ISBN 978-2-03-590124-8)
- Millésime 2016 (2015)[10],[11] :
  - Le Petit Larousse illustré 2016 (ISBN 978-2-03-590125-5), 2044 pages, 24 cm
  - Le Petit Larousse illustré 2016 (coffret Noël) (ISBN 978-2-03-590130-9)
  - Le Grand Larousse illustré 2016 (ISBN 978-2-03-590126-2), 2106 pages, 29 cm
  - Le Grand Larousse illustré 2016 (coffret Noël) (ISBN 978-2-03-590131-6)
- Millésime 2017 (2016) :
  - Le Petit Larousse illustré 2017 (ISBN 978-2-03-590135-4) 2044 pages, 24 cm, 29,90 €
  - Le Petit Larousse illustré 2017 (coffret Noël) (ISBN 978-2-03-590138-5)
  - Le Grand Larousse illustré 2017 (ISBN 978-2-03-590136-1) 2106 pages, 29 cm, 45,90 €
  - Le Grand Larousse illustré 2017 (coffret Noël) (ISBN 978-2-03-590139-2)
- Millésime 2018 (2017) : édition du bicentenaire [de la naissance de Pierre Larousse, né en 1817][12],[13],[14] :
  - Le Petit Larousse illustré 2018 (ISBN 978-2-03-590140-8)
  - Le Petit Larousse illustré 2018 (coffret Noël) (ISBN 978-2-03-593843-5)
  - Le Grand Larousse illustré 2018 (ISBN 978-2-03-590141-5)
  - Le Grand Larousse illustré 2018 (coffret Noël) (ISBN 978-2-03-593844-2)
- Millésime 2019 (2018) :
  - Le Petit Larousse illustré 2019 (ISBN 978-2-03-593845-9)
  - Le Petit Larousse illustré 2019 (coffret Noël) (ISBN 978-2-03-593849-7)
  - Le Grand Larousse illustré 2019 (ISBN 978-2-03-593846-6)
  - Le Grand Larousse illustré 2019 (coffret Noël) (ISBN 978-2-03-593850-3)
- Millésime 2020 (2019) :
  - Le Petit Larousse illustré 2020 (ISBN 978-2-03-593851-0)
  - Le Petit Larousse illustré 2020 (coffret Noël) (ISBN 978-2-03-593856-5)
  - Le Grand Larousse illustré 2020 (ISBN 978-2-03-593852-7)
  - Le Grand Larousse illustré 2020 (coffret Noël) (ISBN 978-2-03-593857-2)
- Millésime 2021 (2020) :
  - Le Petit Larousse illustré 2021 (ISBN 978-2-03-593861-9)
  - Le Petit Larousse illustré 2021 (coffret Noël) (ISBN 978-2-03-593863-3)
  - Le Grand Larousse illustré 2021 (ISBN 978-2-03-593862-6)
- Millésime 2022 (2021) :
  - Le Petit Larousse illustré 2022 (ISBN 978-2-03-593866-4)
  - Le Petit Larousse illustré 2022 (coffret Noël) (ISBN 978-2-03-593870-1)
  - Le Grand Larousse illustré 2022 (ISBN 978-2-03-593867-1)
- Millésime 2023 (2022) :
  - Le Petit Larousse illustré 2023 (ISBN 978-2-03-593868-8)
  - Le Petit Larousse illustré 2023 (coffret Noël) (ISBN 978-2-03-602214-0)
  - Le Grand Larousse illustré 2023 (ISBN 978-2-03-593871-8)
- Millésime 2024 (2023) :
  - Le Petit Larousse illustré 2024 (ISBN 978-2-03-602215-7)
  - Le Petit Larousse illustré 2024 (coffret Noël) (ISBN 978-2-03-602218-8)
- Millésime 2025 (2024) :
  - Le Petit Larousse illustré 2025 (ISBN 978-2-03-602220-1)
  - Le Petit Larousse illustré 2025 (coffret Noël)
  - Le Grand Larousse illustré 2025 (ISBN 978-2-03-602221-8)

## Rectifications orthographiques de 1990
Le Petit Larousse a longtemps ignoré les graphies recommandées par les rectifications de 1990. 

Dans le millésime 2011, on trouve « La liste des mots du Petit Larousse concernés par les rectifications de 1990 » aux pages XX à XXX, avec les indications suivantes : 

« La liste ci-dessous présente, en noir, le mot tel qu’il est orthographié dans les rectifications de 1990. Si l’orthographe du Petit Larousse et celle recommandée sont identiques, l’indication « id. » (idem) le signale, sinon, la nouvelle orthographe apparaît en bleu. Ces informations sont suivies, le cas échéant, des modifications que les nouvelles règles apportent au pluriel ou à la conjugaison du mot. »

 Dans le corps du dictionnaire, aucun renvoi vers cette liste n’est effectué dans les entrées concernées.
Dans le millésime 2012, la liste disparaît et il est précisé, en page IV : « Nouvelle orthographe : Elle est indiquée, pour chaque mot concerné, par un signe typographique (≃). Le Petit Larousse sanctionnant l’usage, si celui de la nouvelle orthographe est suffisamment attesté, celle-ci entre dans la zone entrée de l’article après la conjonction « ou ». S’il est avéré qu’elle est plus employée que l’orthographe classique, elle vient en tête dans la zone entrée. » Le symbole {\displaystyle \simeq } précède donc les graphies normatives qui demeurent peu attestées dans l'usage hexagonal contemporain ou qui sont jugées telles (par exemple : « BOÎTE ≃ BOITE »).
À partir du millésime 2015, le signe ≃ est remplacé par un triangle gris, suivi en italiques de la graphie ou de l'indication de pluriel ou de modèle de conjugaison recommandé.